# عشق بزرگ (فیلم ۲۰۱۲)
عشق بزرگ یک فیلم داستانی عاشقانه و مُهیج لهستانی به کارگردانی باربارا بیاوُوُنس است که در سال ۲۰۱۲ منتشر شد.

## گزیدهٔ بازیگران
- الکساندرا هامکاوو
- آنتونی پاولیتسکی
- روبرت گونِرا
- دوبرومیر دیمتسکی
- ماوگوژاتا پیچینسکا
- آدام فرنتسی
- ماگدالنا وویچیک
- ماگدالنا لامپارسکا
- بوریس شیتس
- ماتئوش باناشوک
- باربارا هِـتماینسکا